# Richard Todd
Richard Todd (født 11. juni 1919, død 3. december 2009) var en irsk-engelsk teater- og filmskuespiller.